# Американский киборг: Стальной воин
«Американский киборг: Стальной воин» (англ. American Cyborg: Steel Warrior) — американский постапокалиптический боевик.

## Сюжет
В неопределённом будущем после ядерной войны, оставшиеся в живых люди поголовно бесплодны. Они доживают бесперспективные дни под бдительным надзором киборгов, которыми руководит компьютерная «Система». Однако группе повстанцев удаётся найти последнюю женщину, способную производить здоровые яйцеклетки и в подпольной лаборатории вырастить человеческий зародыш. Теперь этой женщине со своим ребёнком необходимо прорваться в порт, откуда их должны доставить в Европу, после этого человечество сможет обрести шанс на возрождение.

## В ролях
- Джо Лара (Joe Lara) — Остин
- Николь Хансен (Nicole Hansen) — Мэри
- Джон Райан (John Saint Ryan) — киборг